# Castelfidardo
Castelfidardo ist eine italienische Gemeinde in der Region Marken, in der Provinz Ancona, mit 18.451 Einwohnern (Stand 31. Dezember 2023).
Bekannt ist der Ort vor allem durch die Herstellung von Akkordeoninstrumenten. Ein Akkordeon-Museum zeugt von der Entwicklung dieser Instrumente. Ausgehend von der traditionellen Akkordeonherstellung werden in Castelfidardo wie auch im Umland bis hin nach Ancona seit den 1960er Jahren auch elektronische Orgeln hergestellt (Farfisa, GEM, Orla, Elka, Pari, Antonelli/S.I.E.L., Bontempi und Crumar). 
Orte in der näheren Umgebung sind Loreto, Osimo und Ancona. Der Ort befindet sich auf einem 199 Meter hohen Hügel, acht Kilometer von der Küste entfernt. Die Stadt geht auf eine Kirche mit Schlossanlage zurück.
Partnerstadt ist seit 2003 Klingenthal im Erzgebirge.
Am 18. September 1860 schlugen die piemontesischen Truppen des Generals Enrico Cialdini in der Schlacht von Castelfidardo die päpstlichen Truppen der Generale De Pimodan und Lamoricière.

## Kandidatur Rad-Weltmeisterschaft 2011
Gemeinsam mit der Nachbargemeinde Loreto bewarb sich Castelfidardo um die Ausrichtung der UCI-Straßen-Weltmeisterschaften 2011, verlor aber den Zuschlag gegen Kopenhagen.

## Castelfidardo in der Literatur
Der Roman Das grüne Akkordeon von Annie Proulx beginnt mit der Geschichte eines süditalienischen Kleinbauern, der im Kapitel Die Welt ist eine Treppe sein Dorf nach Norden verlässt. Dort findet er Arbeit in den Akkordeonwerkstätten von Castelfidardo.